# 摂津本山駅
摂津本山駅（せっつもとやまえき）は、兵庫県神戸市東灘区岡本一丁目にある、西日本旅客鉄道（JR西日本）東海道本線の駅である。駅番号はJR-A56。「JR神戸線」の愛称区間に含まれている。

## 歴史
吹田駅 - 須磨駅間で省線電車の運転が開始された1934年（昭和9年）7月20日に、塚本駅・立花駅・甲子園口駅・六甲道駅・元町駅が開設されたが、この摂津本山駅はそれに一足遅れる形で開設されたものである。当駅設置前の1920年（大正9年）7月16日には既に、阪神急行電鉄（のちの阪急電鉄）岡本駅がすぐ北側に開設されていた。
当時この地域は、まだ神戸市に編入されず本山村となっていた。
駅ができる前には岡本梅林の梅が咲く時期に天上川と交差するところに臨時停留所ができ、後の駅のルーツとなった。
そして、電気運転計画の発表に伴い駅設置の請願を行ったものの、外されてしまった。そのため村では協議会を開いて1934年（昭和9年）3月15日に大阪鉄道局へ請願を実施し、5月5日に用地買収に伴う補償を村が行うこと、4000坪の土地を提供することにより、開設が認められた。
阪神・淡路大震災後には、阪急電鉄側が当駅から新快速停車駅の芦屋駅を経由して大阪方面へ向かう乗客の流れを阻止すべく、岡本駅に特急の停車を行うなどして対抗している。

### 年表
- 1935年（昭和10年）12月25日：国有鉄道東海道本線の芦屋駅 - 住吉駅間に新設開業[1]。旅客扱いのみ[3]。
- 1985年（昭和60年）3月14日：荷物扱い廃止[3]。
- 1987年（昭和62年）4月1日：国鉄分割民営化により、JR西日本の駅となる[3]。
- 1988年（昭和63年）
  - 3月13日：路線愛称の制定により、「JR神戸線」の愛称を使用開始。
  - 「摂津本山駅前南広場」が、昭和63年度手づくり郷土賞（小さなふれあい広場部門）受賞。
- 1995年（平成7年）
  - 1月17日：阪神・淡路大震災により、営業休止。
  - 2月8日：芦屋駅 - 住吉駅間の復旧により、営業再開。
- 1997年（平成9年）
  - 3月8日：JR神戸線標準接近メロディ「さざなみ」導入[4]。
  - 12月4日：自動改札機を設置し、供用開始[5]。
- 2002年（平成14年）7月29日：JR京都・神戸線運行管理システム導入[6]。
- 2003年（平成15年）11月1日：ICカード「ICOCA」の利用が可能となる。
- 2011年（平成23年）12月18日：南口駅舎が仮設に切り替えられる。
- 2012年（平成24年）
  - 1月：橋上駅舎化工事の進捗により駅西側に設置されていた南北を結ぶ歩道橋が使用停止になったことに伴い、券売機で発行する無料の「南北通行証」で構内地下通路を通行可能とした[7]。
  - 6月8日：北口駅舎が仮設に切り替えられる。
- 2013年（平成25年）11月24日：南北自由通路および橋上駅舎が供用開始。エレベーター・エスカレーター（エスカレーターは改札内のみ）・多目的トイレ設置。これに伴い、ホームを三ノ宮・姫路方面に4両分移設。
- 2014年（平成26年）10月26日：改札外のエスカレーターが供用開始。同時に駅ナカ店舗が開業[8]。
- 2015年（平成27年）
  - 3月12日：入線警告音の見直しに伴い、接近メロディをJR神戸線標準接近メロディ「さざなみ」の音質見直し版に再び変更する[9]。
  - 3月14日：駅前広場の整備が完成。これにより、橋上駅舎化事業がすべて完了。
- 2018年（平成30年）3月17日：駅ナンバリングが導入され、使用を開始する[10]。
- 2024年（令和6年）
  - 11月24日：みどりの券売機プラスを導入[11]。
  - 11月30日：みどりの窓口の営業を終了[11]。

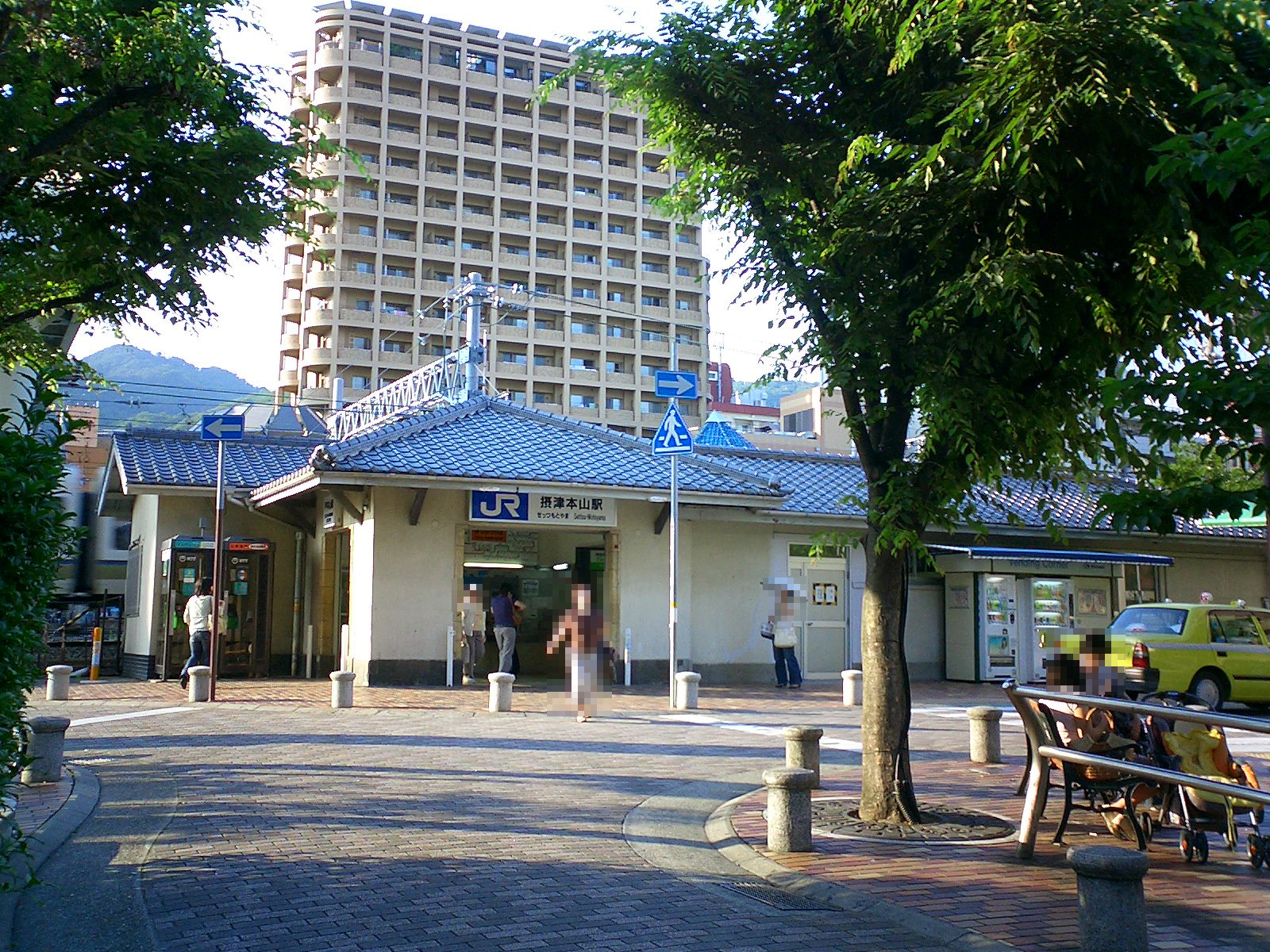
旧南口駅舎（2007年6月）
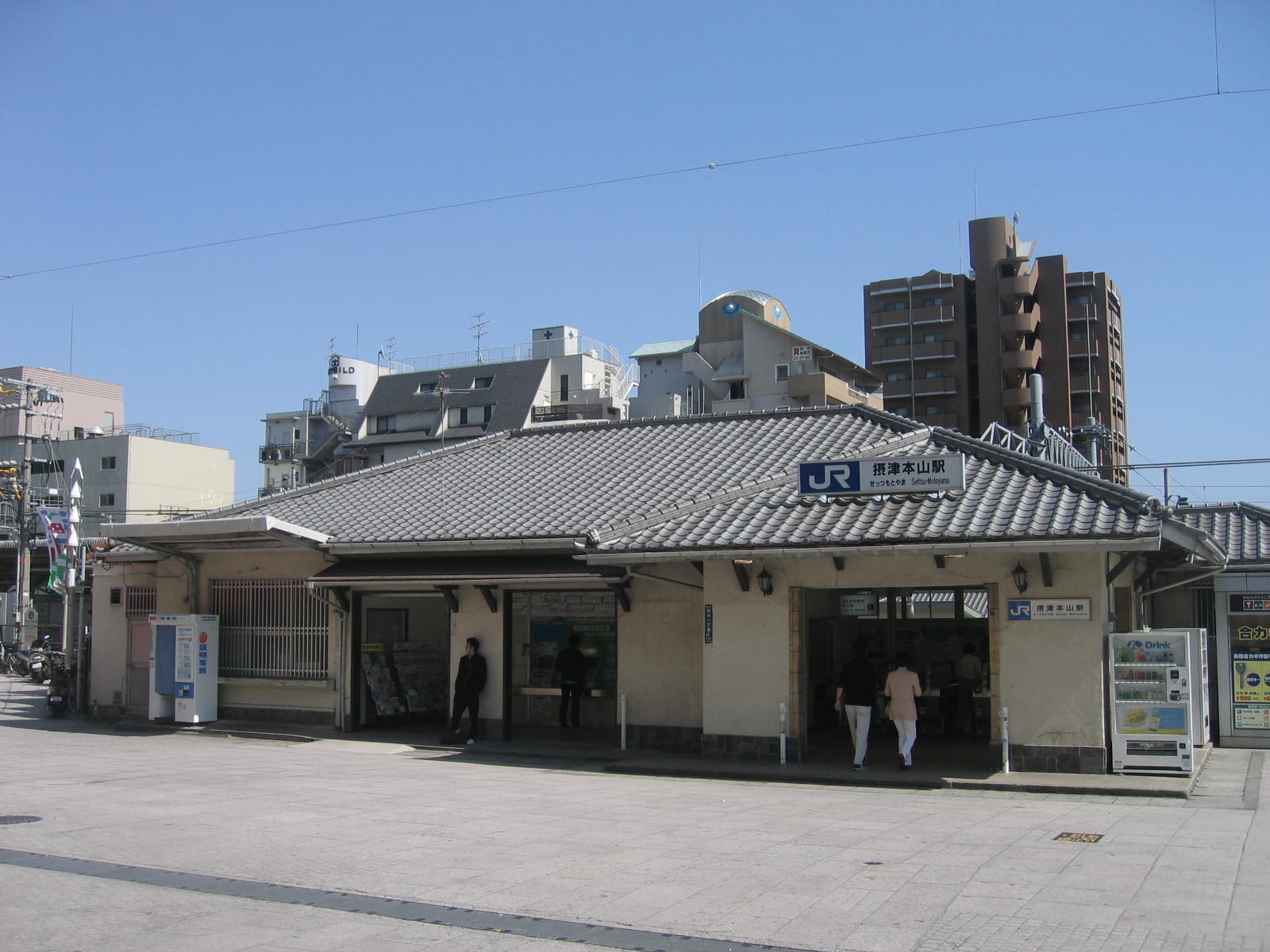
旧北口駅舎（2006年5月）
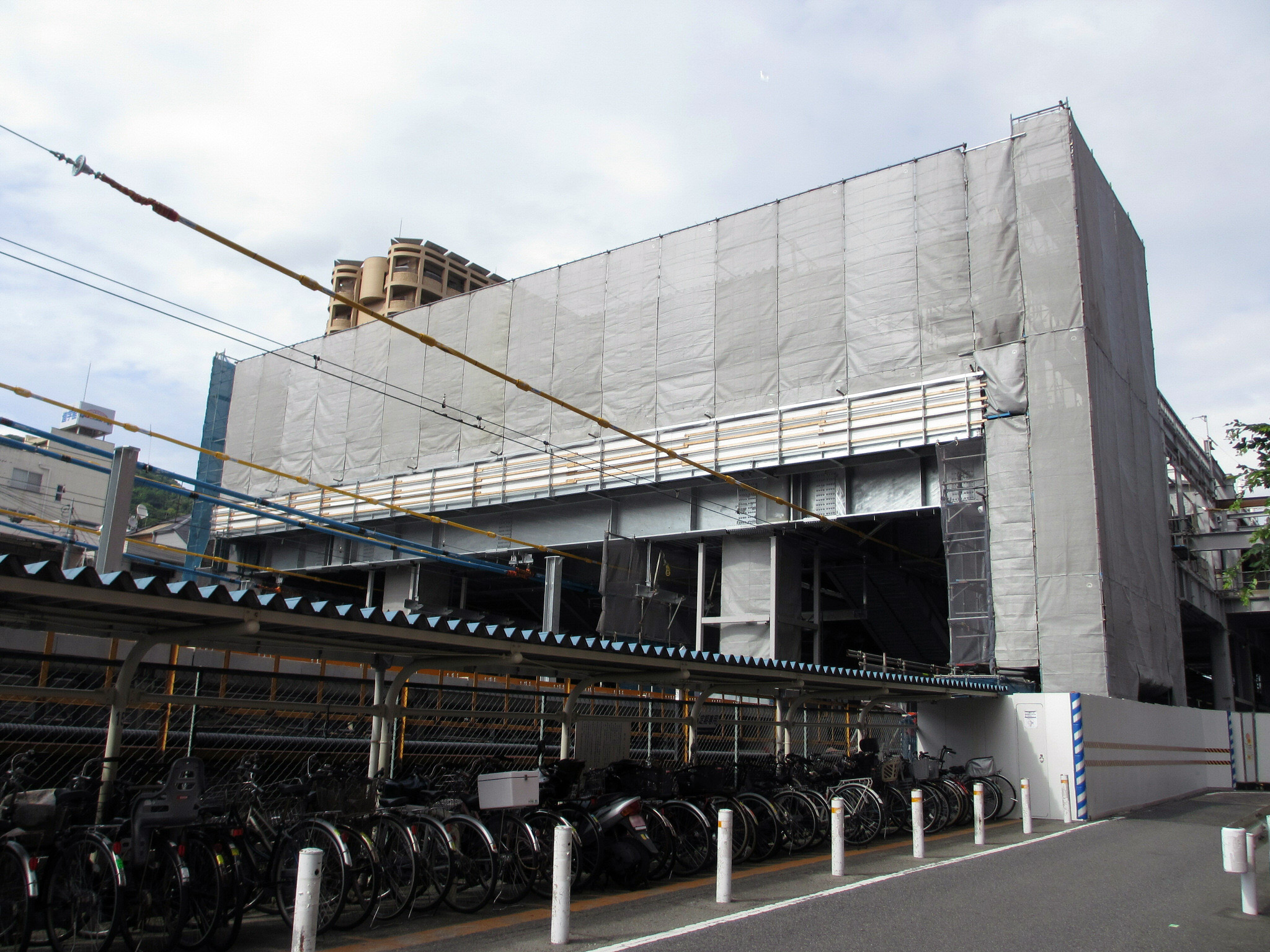
橋上駅舎化工事中（2014年1月）
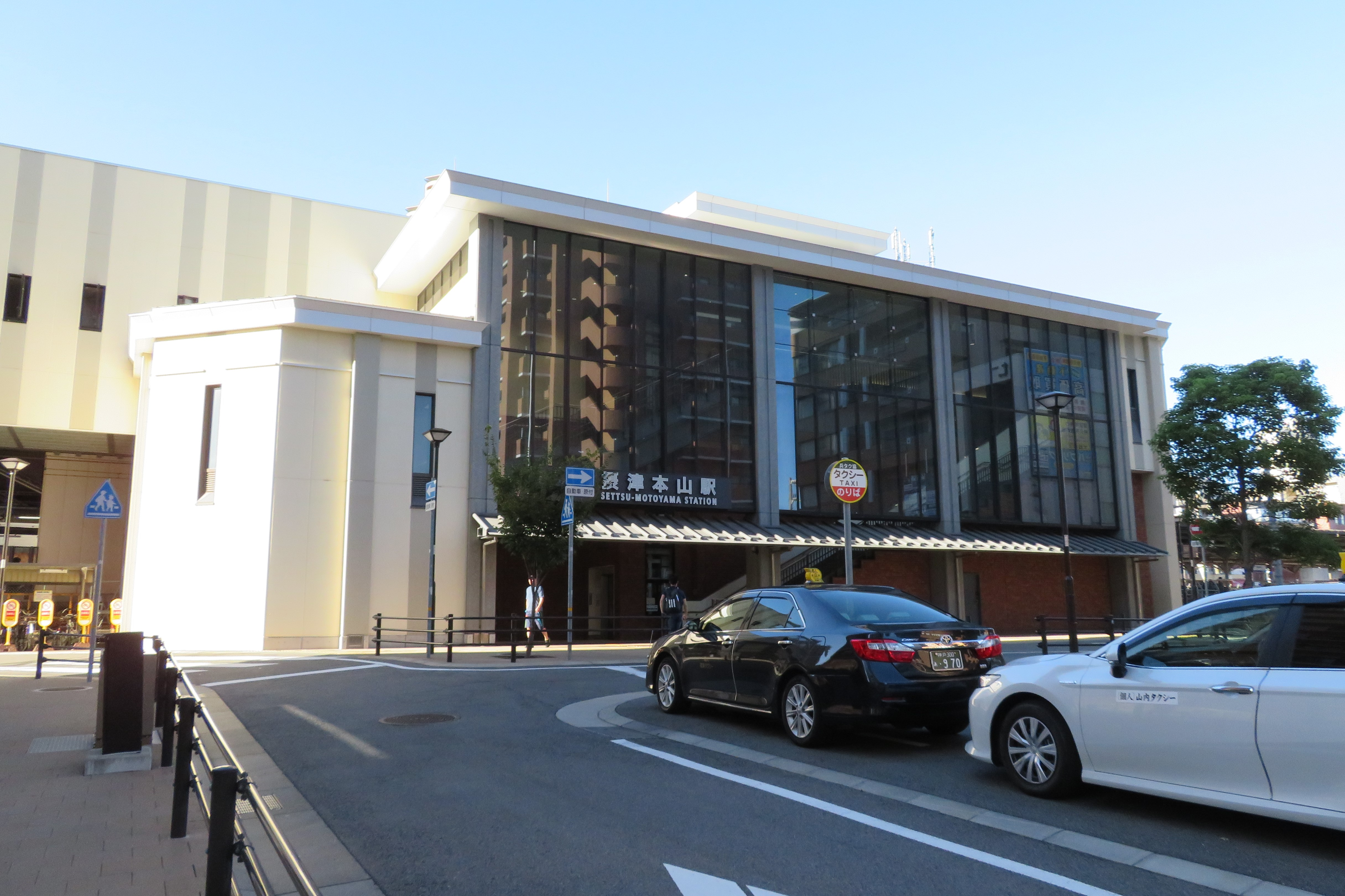
南口（2019年9月）

### 駅名の由来
駅名は摂津国と武庫郡本山村にちなむ。香川県に本山駅（予讃線）が既に存在したため、令制国名の「摂津」をつけて区別したものである。当駅開業から約1年後の1937年1月1日に、宇部電気鉄道（現在の小野田線）の本山駅（後に長門本山駅に改称）が開業している。また1930年から1942年には、鶴見臨港鉄道（現在の鶴見線）に本山駅（読みは「ほんざん」）が存在していた。
なお、令制国名としての「摂津」を冠した駅は、摂津富田駅（JR京都線）と当駅のみである。

## 駅構造
島式ホーム2面4線を持つ地上駅で橋上駅舎を有する。分岐器や絶対信号機を持たないため、停留所に分類される。本設部分のホーム有効長は8両編成分だが、大阪寄りの旧ホームは撤去されずに残されているため、これを含めると12両編成分にも及ぶ。普通電車のみの停車するため、外側線ホームには非常用の柵が設置されている。またホーム上ベンチは転落防止のため、外側線の線路に向けて設定されている。
地上駅舎時代はエレベーター・エスカレーターが設置されておらず、周辺住民からはバリアフリー化を求める声が挙がり、2008年9月には地元自治会・婦人会により約2万3千人分の署名が集められ、JR西日本と神戸市にバリアフリー化を要請した。これを受けて、JR西日本と神戸市は旧駅舎を解体し、橋上化した新駅舎を設置することを決定した。橋上駅舎化とともに、改札内とホームを結ぶエレベーターとエスカレーターおよび線路をまたいで往来できる南北自由通路も整備された。工事は2011年に始まり、2013年11月に使用開始となった。
JRの特定都区市内制度における「神戸市内」の駅である。アーバンネットワークエリアに所属しておりICOCA及び提携ICカード利用可能駅である。直営駅であるが駅長は配置されておらず、芦屋駅が当駅を管理している。

### のりば
| のりば | 路線       | 方向 | 線路   | 行先                       |
| ------ | ---------- | ---- | ------ | -------------------------- |
| 1      | A JR神戸線 | 上り | 外側線 | （通過列車のみのため閉鎖） |
| 2      | JR神戸線   | 上り | 内側線 | 尼崎・大阪・北新地方面     |
| 3      | JR神戸線   | 下り | 内側線 | 三ノ宮・姫路方面           |
| 4      | A JR神戸線 | 下り | 外側線 | （通過列車のみのため閉鎖） |

- 上表の路線名は旅客案内上の名称（愛称）で記載している。
- 1・4番線のホームは、かつては鉄柵と鎖で封鎖されていたが、人身事故防止のため2003年ごろに列車線の非常停車時に対応できる可動柵に強化された。

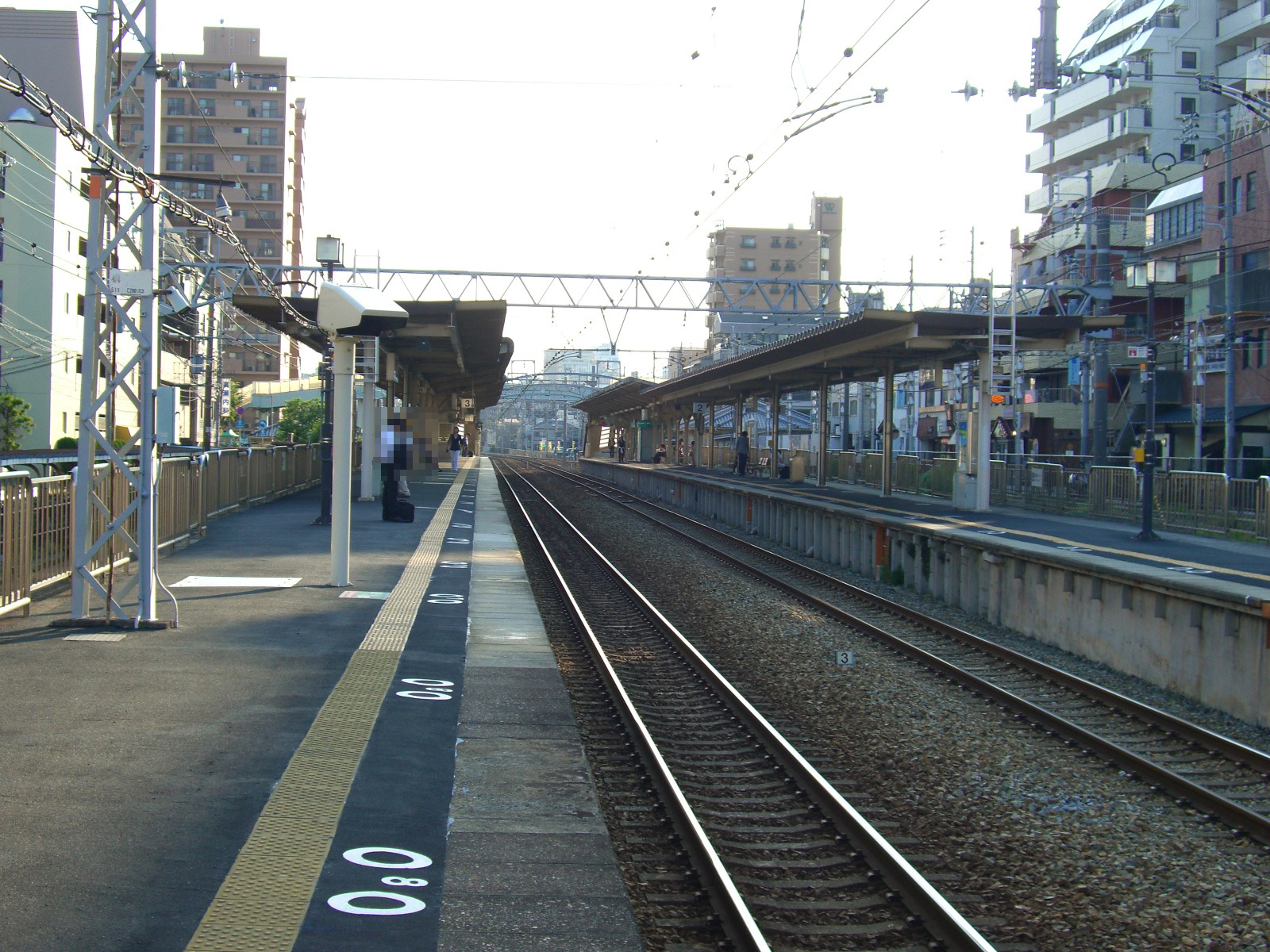
ホーム（2007年6月）
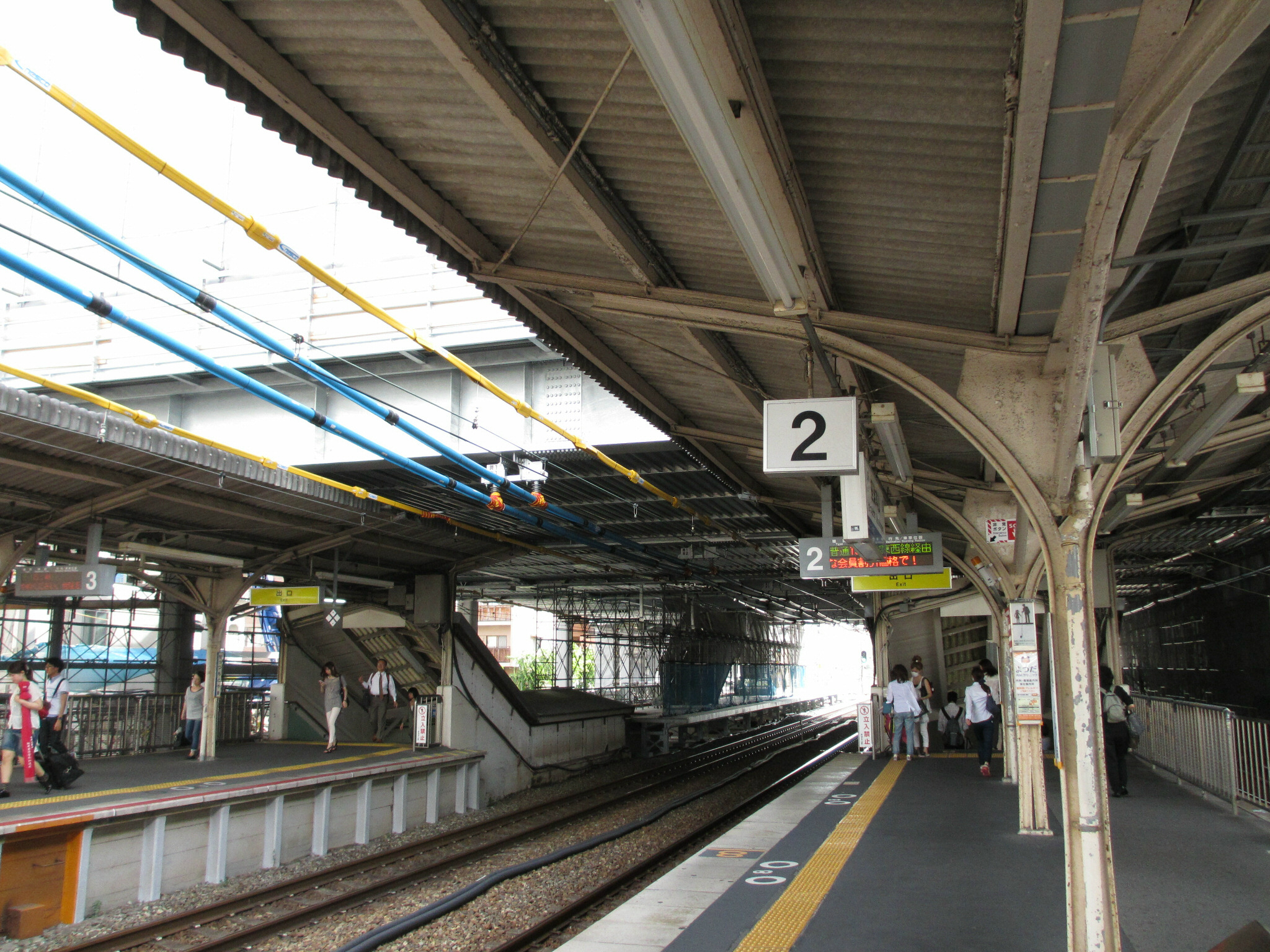
橋上駅舎化工事中（2014年1月）

## 利用状況
「兵庫県統計書」、「データで見るJR西日本」によると、2023年（令和5年）度の1日平均乗車人員は19,211人であり、JR西日本の駅の中では第50位である。
近年の1日平均乗車人員は以下の通りである。
| 年度   | 1日平均 乗車人員 |
| ------ | ---------------- |
| 1999年 | 20,666           |
| 2000年 | 20,993           |
| 2001年 | 21,152           |
| 2002年 | 21,066           |
| 2003年 | 21,523           |
| 2004年 | 21,730           |
| 2005年 | 21,739           |
| 2006年 | 22,428           |
| 2007年 | 22,710           |
| 2008年 | 22,740           |
| 2009年 | 22,383           |
| 2010年 | 22,835           |
| 2011年 | 22,966           |
| 2012年 | 23,041           |
| 2013年 | 23,533           |
| 2014年 | 22,351           |
| 2015年 | 23,060           |
| 2016年 | 22,995           |
| 2017年 | 23,073           |
| 2018年 | 22,668           |
| 2019年 | 22,028           |
| 2020年 | 16,879           |
| 2021年 | 17,732           |
| 2022年 | 18,842           |
| 2023年 | 19,211           |

## 駅周辺
- 甲南大学
- 神戸薬科大学
- 神戸市立本山南中学校
- 神戸市立本山中学校
- 神戸市立本山第一小学校
- 岡本駅（阪急神戸本線）
- 青木駅（阪神電気鉄道本線）
- 岡本梅林公園
- 保久良神社
- 天上川
- 山手幹線

### バス路線
- 神戸市バス（JR本山駅前停留所）
  - 30系統　阪神深江・東灘高校・深江浜町方面
  - 31系統　JR甲南山手/渦森台方面
  - 33系統　JR甲南山手/阪神御影南口方面
  - 34系統　JR甲南山手/魚崎浜町方面
  - 43系統　神大海事科学部前・サンシャインワーフ方面
- ヘルマンバス
  - 西岡本七丁目（ヘルマンハイツ）方面

## 隣の駅
西日本旅客鉄道（JR西日本）
 JR神戸線（東海道本線）
■新快速・■快速
通過
■普通（JR東西線・学研都市線内で区間快速となる列車を含む）
甲南山手駅 (JR-A55) - 摂津本山駅 (JR-A56) - 住吉駅 (JR-A57)